# 巴西琳娜

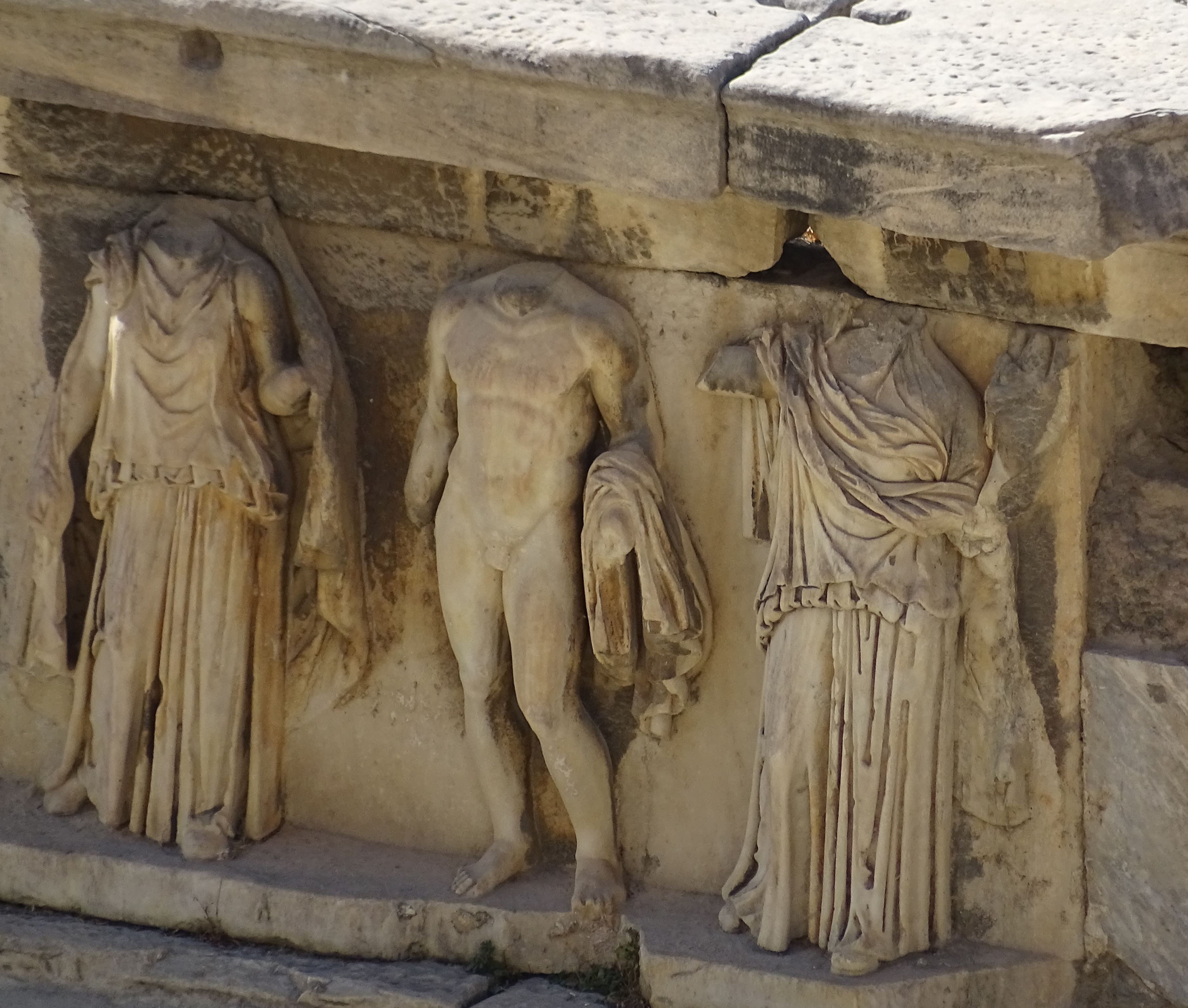
巴西琳娜、狄俄尼索斯和堤喀一同出现在法伊德罗斯讲坛上，3世纪，希腊雅典。

巴西琳娜，又称巴塞丽莎（βασίλισσα），这两个词的意思都是“王后”，是古雅典宗教中的一种礼仪性职务，由王职执政官的妻子担任。这个角色可追溯到雅典仍由国王统治的时期，那时国王的妻子也充当女祭司的角色。关于巴西琳娜职责的主要记载见于伪德摩斯梯尼的演讲词《反对奈艾拉》，这是关于该职位最主要的史料来源。
规定巴西琳娜任职资格的法律被刻在一块石碑上，立于利姆奈的狄俄尼索斯圣所中。她必须是雅典出生且未婚的女性，但诺埃尔·罗伯逊认为这些要求在实际中可能被视为不便而被忽略。
巴西琳娜最重要的职责，似乎是在花罐节中，参加与酒神狄俄尼索斯的神圣婚礼仪式。该仪式似乎在牧牛舍举行，地点靠近普律塔尼翁。大多数学者认为这应发生在节日的第二天。然而，罗伯逊则主张这应是在节日的第一天。路德维希·多伊布讷提出了对该仪式的完整复原：酒神狄俄尼索斯被引导在一次游行中前往利姆奈的圣所，与巴西琳娜举行婚礼；随后，巴西琳娜与“化身为狄俄尼索斯”的人一起，在婚礼游行中前往牧牛舍，在那里完成婚姻的象征性“圆房”，由执政王扮演狄俄尼索斯的角色。
巴西琳娜还需对“盖拉赖”宣誓，这些“盖拉赖”是由王职执政官任命的高阶女祭司。此宣誓仪式发生在花罐节的第二天，罗伯逊认为这一定是在婚礼之后进行的。